# PortAudio
 (août 2023).
PortAudio est une bibliothèque open-source et multiplate-forme permettant de gérer les entrées et sorties audios. Elle est écrite en C et peut être utilisée sous Windows, Mac OS X et linux. PortAudio supporte toutes les Interface de programmation natives majeures : Core Audio, ALSA, et MME, DirectSound, ASIO et WASAPI sur Windows.
PortAudio fournit une interface de programmation basée sur des fonctions de rappel ou par blocage des entrées-sorties. PortAudio ne gère que les entrées-sorties audio, la lecture et l'écriture de fichiers audio ne sont pas gérées directement. Il faut donc passer par une autre bibliothèque, libsndfile par exemple, pour la gestion de fichier audio.
Son développement a été abandonné en 2011. Sous linux, les applications l'ont alors généralement remplacé par PulseAudio.

## Applications utilisant PortAudio
De nombreuses applications utilisent ou ont utilisé PortAudio :
- Audacity, l'utilise sous windows, en parallèle à MME et ASIO, et sous Linux, en parallèle à JACK et en surcouche de PulseAudio. A été remplacé par CoreAudio sous MacOS[1] ;
- Gnaural ;
- Master of Orion III ;
- UltraStar Deluxe ;
- VLC media player, l'a abandonné dans sa version 2.0 (sorti en février 2012), et l'a remplacé par mmdevice (WASAPI) pour Windows Vista+, auhal pour macOS et pulse pour Liunx[2] ;

Une liste complète est disponible sur le site officiel.